# المسيرة الخضرة (تادرات بني وراين)
المسيرة الخضرة هو دُوَّار يقع بجماعة تادرت، إقليم جرسيف، جهة الشرق في المملكة المغربية. ينتمي الدوّار لمشيخة تادرات بني وراين التي تضم 5 دواوير. يقدر عدد سكانه بـ 1561 نسمة حسب الإحصاء الرسمي للسكان والسكنى لسنة 2004.

## روابط خارجية
- البوابة الوطنية للجماعات الترابية
- المندوبية السامية للتخطيط